# The Patriot (film 1998)
The Patriot è un film del 1998 diretto da Dean Semler, tratto dal romanzo di William Heine The Last Canadian, con protagonista Steven Seagal.

## Trama
Nella cittadina di Ennis, nel Montana, è scoppiata un'epidemia causata da un virus di cui non si riesce a trovare l'antidoto. A fronteggiarsi ci sono il dott. Wesley McLaren, che vive con la figlia Holly di otto anni (la madre è morta), e Floyd Chisolm, un duro a capo della milizia locale, che addossa al governo la responsabilità del virus.
La milizia locale libera un potente virus creato dai militari, convinta di avere l'antidoto, che si rivela inefficace. La popolazione inizia a morire sotto l'effetto del virus. Wesley, in un laboratorio segreto, per caso scopre che l'antidoto al virus è presente nei fiori rossi di una pianta conosciuta dagli indiani.
Ma i miliziani di Floyd rapiscono Wesley e la figlia. Dopo uno scontro Wesley uccide Floyd e riesce a liberarsi e a salvare la popolazione di Ennis facendo distribuire dai militari l'antidoto.